# 大谷康子
大谷 康子（おおたに やすこ）は、日本のヴァイオリニスト。

## 人物・来歴
ルーツは高知県で、宮城県仙台市生まれ。愛知県名古屋市で育つ。東京芸術大学音楽学部卒業、大学院音楽研究科修士課程修了、博士課程単位取得満期退学。
全日本学生音楽コンクール第1位。シェリング来日記念コンクール第2位。
ソロ活動を在学中よりはじめる。ウィーン、ローマ、ケルン、ベルリンなどでのリサイタルを行い、病院や施設でボランティア活動の一環として演奏活動をしている。
- 1981年: 東京シティ・フィルハーモニック管弦楽団 コンサートマスター、後に首席コンサートマスター。
- 1995年: 東京交響楽団コンサートマスター、後にソロ・コンサートマスターに就任。
- 2009年: トロント音楽祭に出演。
- 2010年: 文化庁「芸術祭大賞」受賞。
- 2011年: 国際文化会館にて東日本大震災への国際救援に対する感謝のコンサート「“ありがとう”を音楽に乗せて」を企画・演奏。被災地に演奏を届ける活動も行なっている。
- 2013年: ザルツブルク市ミラベル宮殿マーブルホールでリサイタル。
- 2014年秋: シュトゥットガルト室内管弦楽団との日本ツアーを行う。
- 2015年5月: デビュー40周年を記念し、1公演で4曲のコンチェルトを演奏する。
- 2015年秋: デビュー40周年を記念し、東京・大阪他でリサイタルを開催。
- 2015年12月: キエフ国立フィルと共演。日本ツアーのソリストを務める。
- 2016年: 東京交響楽団名誉コンサートマスターの称号を授かる。
- 2016年12月: 10年プロジェクト「大谷康子のヴァイオリン賛歌」第1回〈尊敬〉公演を開催。(ハクジュホール)
- 2017年5月: ”キエフの春音楽祭”オープニングコンサートに出演。
- 2017年6-7月: モスクワ・フィルハーモニー管弦楽団(指揮: ユーリ・シモノフ)と日本ツアーを行う。
- 2017年11月: 10年プロジェクト「大谷康子のヴァイオリン賛歌」第2回〈敬愛〉公演を開催。(ハクジュホール)
- 2017年12月: キエフ国立フィルと再演。
- 2018年9月: キエフ国立コンサートホール 創立155周年に招かれ 演奏予定。(ウクライナ)
- 2018年11月: 10年プロジェクト「大谷康子のヴァイオリン賛歌」第3回〈愛〉公演を開催。(ハクジュホール)

## メディア
- テレビ番組「題名のない音楽会」に340回以上出演（最多出演）。
- 2016年: BSテレビ東京「おんがく交差点」にて、春風亭小朝と共にメインパーソナリティーを務める。
- その他ラジオ等、様々なメディアでも活動する。

## 著書
- ヴァイオリニスト 今日も走る！ (KADOKAWA - 2018年7月2日)

## 社会活動
- 学生時代より、学校訪問演奏、福祉施設訪問演奏などを行っている。
- 東京音楽大学教授
- 東京芸術大学教授[1]
- 元　東京芸術大学附属音楽高校講師
- 川崎市市民文化大使
- 高知県観光特使
- 公益財団法人日本交響楽振興財団理事
- 公益社団法人日本演奏連盟　理事[2]
- 公益財団法人練馬区文化振興協会理事長[3]

## ディスコグラフィー
| 発売日                 | タイトル                                                                                   | 共演                                                   | レーベル                          | 規格品番   |
| ---------------------- | ------------------------------------------------------------------------------------------ | ------------------------------------------------------ | --------------------------------- | ---------- |
| 1993年2月21日          | 夢のあとに                                                                                 | 篠崎史子(ハープ)                                       | Sony Records                      | SRCR-9103  |
| 1995年3月24日          | 椿姫ファンタジー                                                                           | 藤井一興(ピアノ)                                       | Sony Records                      | SRCR-9769  |
| 1997年12月1日          | ヴィヴァルディ: 四季                                                                       | 秋山和慶(指揮), 東京交響楽団                           | Sony Records                      | SRCR-1986  |
| 2001年2月25日          | 鳥のシシリアーノ 新実徳英: ヴァイオリン・ソング・ブック                                    | 榎本潤(ピアノ)                                         | カメラータ・トウキョウ            | 28CM-528   |
| 2005年2月26-28日(録音) | 中野稔: ヴァイオリンとピアノのための作品 第1集                                             | 榎本潤(ピアノ)                                         | MITTENWALD                        | MTWD99023  |
| 2005年4月12日(録音)    | ラヴ ソングス 大政直人作品展 ―真のヴィルトゥオーソを迎えて―                                | 苅田雅治(チェロ), 奈良英子(ピアノ), 神谷百子(マリンバ) | Jeys Music                        | JMCC-20207 |
| 2008年5月21日          | 佐藤眞: 作品選集I                                                                          | 堀由紀子(ピアノ)                                       | アート・ユニオン                  | ART-3119   |
| 2008年6月27日          | 深紅のシャコンヌ                                                                           | (無伴奏)                                               | Sony Music                        | SSCX-10305 |
| 2009年9月9日           | メンデルスゾーン: ヴァイオリン協奏曲 ラロ: スペイン交響曲                                  | 大友直人(指揮), 東京交響楽団                           | キングレコード                    | KICC-794   |
| 2012年4月25日          | ブルッフ: ヴァイオリン協奏曲 第1番 サン=サーンス: ヴァイオリン協奏曲 第3番                 | 広上淳一, 大友直人(指揮), 東京交響楽団                 | キングレコード                    | KICC-997   |
| 2013年6月5日           | クヮトロ・ピアチェーリ                                                                     | クヮトロ・ピアチェーリ                                 | キングレコード                    | KICC-1086  |
| 2013年8月21日          | 音楽家たち                                                                                 | 斎藤圭土, 大谷康子弦楽四重奏団                         | UCJ ジャパン                      | UCCY-1033  |
| 2013年10月23日         | 氷上のクラシック(コンピレーション・アルバム)                                               | 藤井一興(ピアノ)                                       | コロムビア                        | COCQ-85030 |
| 2014年11月26日         | R.シュトラウス: ヴァイオリン・ソナタ作品18 ベートーヴェン: ヴァイオリン・ソナタ第5番「春」 | イタマール・ゴラン(ピアノ)                             | ソニーレコーズ インターナショナル | SICC-1771  |
| 2015年9月16日          | 大谷康子のお菓子な名曲サロン                                                               | 藤井一興(ピアノ)                                       | キングレコード                    | KICC-1241  |
| 2015年10月25日         | 新実徳英:弦楽四重奏曲第2番＜アスラ＞ 室内楽作品                                            | クヮトロ・ピアチェーリ                                 | カメラータ                        | CMCD-28323 |